# Colga pacifica
Colga pacifica is een slakkensoort uit de familie van de Polyceridae. De wetenschappelijke naam van de soort is voor het eerst geldig gepubliceerd in 1894 door Bergh.